# 10 avril dans les chemins de fer
10 mars 10 mai
Chronologies thématiques
- Croisades
- Sports
- Disney

Cette page concerne les événements qui se sont déroulés un 10 avril dans les chemins de fer.

## Événements

### XIXesiècle
- 1848.  France :   inauguration de la ligne de Montereau-Fault-Yonne à Troyes (100 km).

- 1863.  France :   ouverture de la section Les Arcs - Cagnes-sur-Mer de la ligne de Marseille-Saint-Charles à Vintimille (frontière) (PLM).

- 1884.  France :   mise en service de la gare de Montauban-Ville-Bourbon.